# Лизичев Олексій Дмитрович
Олексій Дмитрович Лизичев (22 червня 1928, село Гори Борисово-Судського району Череповецького округу Ленінградської області, тепер Бабаєвського району Вологодської області, Російська Федерація — 11 жовтня 2006, місто Москва) — радянський військово-політичний діяч, начальник Головного політичного управління Радянської армії і Військово-морського флоту (1985—1990), генерал армії (19.02.1986). Член ЦК КПРС у 1986—1990 роках. Депутат Верховної Ради СРСР 11-го скликання. Народний депутат СРСР (1989—1991).

## Життєпис
Народився в багатодітній селянській родині. У 1929 році родина переїхала до Омської області. Батько помер під час німецько-радянської війни. У 1944 році родина Лизичевих повернулася до Вологодської області.
Олексій Лизичев, одночасно з навчанням у школі, працював чорноробом, майстром-виноробом, технічним директором місцевого харчового комбінату, що виробляв продукти для потреб армії.
З 1946 року служив у Радянській армії.
Член ВКП(б) з 1949 року.
У 1949 році закінчив Череповецьке військове піхотне училище. У період навчання обирався секретарем комсомольського бюро батальйону.
З 1949 року — помічник начальника політичного відділу Череповецького військового піхотного училища по комсомольській роботі.
З 1956 року — помічник начальника політичного відділу 54-ї мотострілецької дивізії.
У 1957 році заочно закінчив Військово-політичну академію імені Леніна.
У 1957—1958 роках — інструктор політичного управління Північного військового округу. У 1958—1960 роках — начальник відділу комсомольської роботи політичного управління Північного військового округу. У 1960 році — помічник начальника політичного управління Ленінградського військового округу по комсомольській роботі.
У 1960—1965 роках — начальник відділу комсомольської роботи — помічник начальника Головного політичного управління Радянської армії і Військово-морського флоту по комсомольській роботі.
У 1965—1968 роках — начальник політичного відділу — заступник командира з політичної частини 13-го гвардійського армійського корпусу в Московському військовому окрузі.
У лютому 1968 — травні 1969 року — заступник, у травні 1969 — липні 1971 року — 1-й заступник начальника політичного управління Московського військового округу.
У липні 1971 — червні 1975 року — 1-й заступник начальника політичного управління Групи радянських військ у Німеччині.
У червні 1975 — квітні 1980 року — член Військової ради — начальник політичного управління Забайкальського військового округу.
У квітні 1980 — 1982 року — начальник управління пропаганди і агітації — заступник начальника Головного політичного управління Радянської армії і Військово-морського флоту.
У 1982 — липні 1985 року — член Військової ради — начальник політичного управління Групи радянських військ у Німеччині.
У липні 1985 — липні 1990 року — начальник Головного політичного управління Радянської армії і Військово-морського флоту.
З липня 1990 року — в Групі генеральних інспекторів Міністерства оборони СРСР.
З травня 1992 року — у відставці в Москві. Працював в Асоціації офіцерів запасу сухопутних військ «Мегапір». 
Помер 11 жовтня 2006 року. Похований в Москві на Троєкуровському цвинтарі.

## Військові звання
- полковник
- генерал-майор (6.11.1970)
- генерал-лейтенант (13.02.1976)
- генерал-полковник (5.05.1980)
- генерал армії (19.02.1986)

## Нагороди
- орден Леніна
- орден Червоного Прапора
- орден Червоної Зірки
- орден «За службу Батьківщині у Збройних Силах СРСР» ІІ ст.
- орден «За службу Батьківщині у Збройних Силах СРСР» ІІІ ст.
- орден Дружби (Чехословаччина, 1988)
- іноземні ордени
- медалі